# Тромега
Троме́га (мак. Тромеѓа) — село у Північній Македонії, входить до складу общини Куманово Північно-Східного регіону.
Населення — 1298 осіб (перепис 2002) в 338 господарствах.